# Bruno Stäblein
Bruno Stäblein (* 5. Mai 1895 in München; † 6. März 1978 in Erlangen) war ein deutscher Musikwissenschaftler. Schwerpunkt seiner Tätigkeit war die Erforschung mittelalterlicher Musik, insbesondere die Erforschung des Gregorianischen Chorals. 

## Leben und Wirken
Stäblein war der Sohn des Kaufmanns Bruno Stäblein (1865–1913) und Sofie Neuner, geb. Reible (1871–1946). Nach dem Besuch des Münchner Theresien-Gymnasiums studierte er von 1914 bis 1919 an der Universität München Musikwissenschaft bei Adolf Sandberger und Theodor Kroyer sowie parallel dazu an der Akademie der Tonkunst bei Anton Beer-Walbrunn (Komposition), August Schmid-Lindner (Klavier), Josef Anton Becht (Orgel), Josef Schmid und  Eberhard Schwickerath (Gesang). 1918 wurde er mit der musikwissenschaftlichen Dissertation Musicque de Joye, Studien zur Instrumentalmusik des 16. Jahrhunderts zum Dr. phil. promoviert. Im Jahr 1927 absolvierte er zusätzlich die Lehramtsprüfung für Musik an höheren Lehranstalten.
Zunächst wirkte Stäblein als Korrepetitor und Kapellmeister in München, als Dirigent am Stadttheater Innsbruck und am Landestheater Coburg. In Coburg arbeitete er ab 1929 als Musikpädagoge und ging 1931 nach Regensburg, wo er am Alten Gymnasium als Studienrat unterrichtete. Noch während seiner pädagogischen Tätigkeit wandte er sich den musikwissenschaftlichen Forschungen zu, bereiste viele Länder und nahm dort in Archiven und Bibliotheken zahlreiche Handschriften auf Mikrofilm auf, um diese später auszuwerten und zu veröffentlichen.
1946 wurde er Leiter des neu gegründeten Instituts für Musikforschung der Philosophisch-Theologischen Hochschule Regensburg. Im selben Jahr habilitierte er sich an der Universität Erlangen mit der Schrift Die mittelalterlichen Hymnenmelodien des Abendlandes. 1956 erfolgte seine Berufung auf den Lehrstuhl für Musikwissenschaft der Universität Erlangen, wo er bis zu seiner Emeritierung im Jahr 1963 lehrte und forschte. Zu seinen Schülern zählten unter anderem August Scharnagel, Eva Badura-Skoda, Fritz Reckow und Karlheinz Schlager.
Er war 1957 Gründungsmitglied der Gesellschaft für Bayerische Musikgeschichte.
Stäblein war mit der Opernsängerin Wally Stäblein-Gülsdorf (* 1892) und der Musikwissenschaftlerin Hanna Stäblein-Harder (1929–1989) verheiratet.

## Ehrungen
- Mitglied der Musikhistorischen Kommission der Bayerischen Akademie der Wissenschaften[2]
- Ehrenmitglied der Associazione Internazionale di Studi del Canto Gregoriano (AISCGre)[2]